# Nowe Bystre
Nowe Bystre est une localité polonaise de la gmina de Poronin, située dans le powiat des Tatras en voïvodie de Petite-Pologne.